# Micronicteri dels matsés
El micronicteri dels matsés (Micronycteris matses) és una espècie de ratpenat que només viu al departament de Loreto, al nord del Perú.